# 지쿠 고스케
지쿠 고스케(일본어: 知久 航介, 1999년 2월 3일~)는 일본의 축구 선수이다.

## 구단 경력
그는 2021년 알비렉스 니가타 싱가포르에 입단했다. 2022년 J3리그의 가이나레 돗토리로 이적했다. 2023년까지 16경기에 출전. 2024년 일본 지역 리그의 블랑듀 히로사키로 이적했다. 2024년후 현역 은퇴.